# Arlete Chimbinda
Arlete Leona Chimbinda est une femme politique angolaise. 

## Biographie

### Enfance, formations et débuts
Arlete Leona Chimbinda est originaire de l'Angola. Elle est diplômée en sciences politiques. 

### Carrière
Elle et a travaillé comme professeure d'université avant d'intégrer le parlement.
Membre de l'Union nationale pour l'indépendance totale de l'Angola (UNITA), principal parti d'opposition, elle est élue députée de l'Angola aux élections nationales depuis le 28 septembre 2017,,.